# 263255 Jultayu
263255 Jultayu è un asteroide della fascia principale. Scoperto nel 2008, presenta un'orbita caratterizzata da un semiasse maggiore pari a 2,6371880 UA e da un'eccentricità di 0,0585714, inclinata di 4,85911° rispetto all'eclittica.
L'asteroide è dedicato all'omonima vetta nella regione delle Asturie.